# Stazione meteorologica di Viterbo Aeroporto

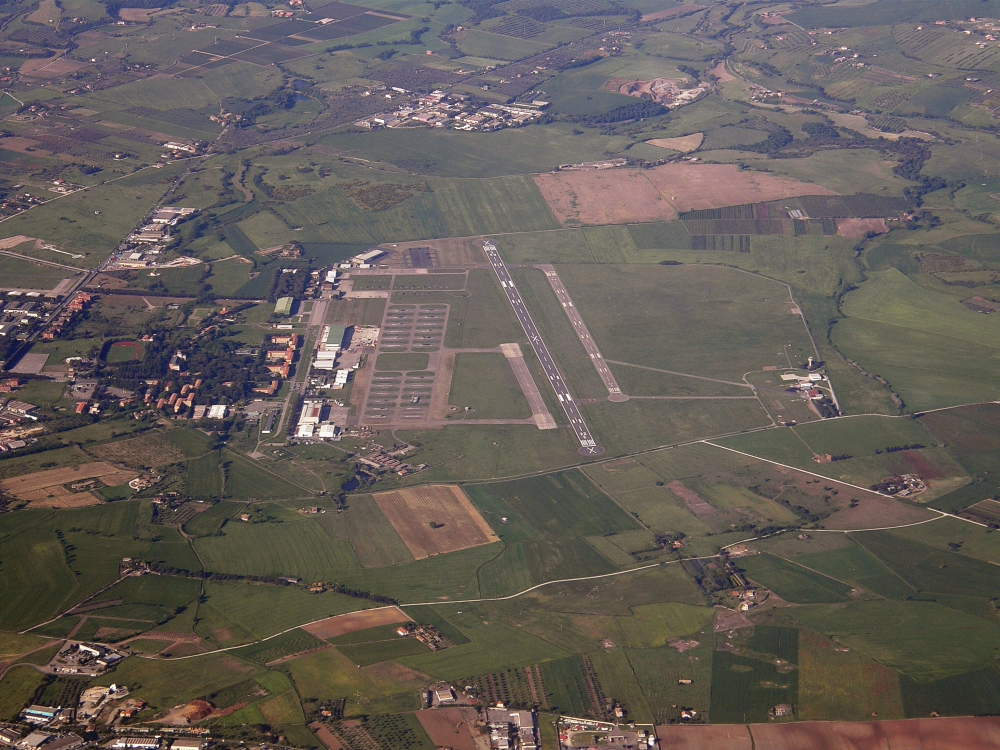
Veduta aerea dell'area di ubicazione della stazione meteorologica

La stazione meteorologica di Viterbo Aeroporto è la stazione meteorologica di riferimento per il servizio meteorologico dell'Aeronautica Militare e per l'Organizzazione Mondiale della Meteorologia, relativa alla città di Viterbo.

## Storia
La stazione meteorologica meccanica iniziò la registrazione dei dati meteorologici all'aeroporto di Viterbo a partire dal 5 settembre 1955, data in cui venne dismesso l'osservatorio meteorologico di seconda classe di Montefiascone che era ubicato presso il Villino Calvari.
Dal 2004, in affiancamento alla stazione meccanica, è stata attivata nella medesima area aeroportuale una stazione meteorologica automatica DCP identificata dal codice WMO 16218 che originariamente era assegnato all'osservatorio di Montefiascone prima della sua chiusura.

## Caratteristiche
La stazione meteorologica è situata nell'Italia centrale, nel Lazio, presso la città di Viterbo, all'interno dell'area aeroportuale, a 300 metri s.l.m. e alle coordinate geografiche 42°25′48.5″N 12°03′55″E.
La stazione effettua rilevazioni orarie con osservazioni sullo stato del cielo (nuvolosità in chiaro) e su temperatura, precipitazioni, umidità relativa, pressione atmosferica con valore normalizzato al livello del mare, direzione e velocità del vento.

## Medie climatiche ufficiali

### Dati climatologici 1971-2000
In base alle medie climatiche del trentennio 1971-2000, le più recenti in uso, la temperatura media del mese più freddo, gennaio, è di 5,6 °C, mentre quella del mese più caldo, agosto, è di 22,8 °C; mediamente si contano 42 giorni di gelo all'anno e 37 giorni annui con temperatura massima uguale o superiore a 30 °C. Nel trentennio esaminato, i valori estremi di temperatura sono i +39,4 °C del luglio 1983 e i -12,7 °C del gennaio 1985.
Le precipitazioni medie annue si attestano a 736 mm, mediamente distribuite in 77 giorni, con minimo in estate e picco massimo in autunno.
L'umidità relativa media annua fa registrare il valore di 68,9% con minimi di 61% a luglio e ad agosto e massimi di 76% a novembre e a dicembre; mediamente si contano 45 giorni annui con episodi nebbiosi.
Di seguito è riportata la tabella con le medie climatiche e i valori massimi e minimi assoluti registrati nel trentennio 1971-2000 e pubblicati nell'Atlante Climatico d'Italia del Servizio Meteorologico dell'Aeronautica Militare relativo al medesimo trentennio.
| Viterbo Aeroporto (1971-2000)   | Mesi         | Mesi         | Mesi        | Mesi        | Mesi        | Mesi        | Mesi        | Mesi        | Mesi        | Mesi        | Mesi         | Mesi         | Stagioni | Stagioni | Stagioni | Stagioni | Anno  |
| Viterbo Aeroporto (1971-2000)   | Gen          | Feb          | Mar         | Apr         | Mag         | Giu         | Lug         | Ago         | Set         | Ott         | Nov          | Dic          | Inv      | Pri      | Est      | Aut      | Anno  |
| ------------------------------- | ------------ | ------------ | ----------- | ----------- | ----------- | ----------- | ----------- | ----------- | ----------- | ----------- | ------------ | ------------ | -------- | -------- | -------- | -------- | ----- |
| T. max. media (°C)              | 10,2         | 11,4         | 14,0        | 16,3        | 21,6        | 26,0        | 29,7        | 30,0        | 25,3        | 19,6        | 14,0         | 10,8         | 10,8     | 17,3     | 28,6     | 19,6     | 19,1  |
| T. min. media (°C)              | 0,9          | 1,4          | 2,7         | 4,7         | 8,6         | 12,0        | 14,8        | 15,5        | 12,7        | 9,0         | 4,6          | 2,1          | 1,5      | 5,3      | 14,1     | 8,8      | 7,4   |
| T. max. assoluta (°C)           | 18,0 (1971)  | 20,3 (1990)  | 26,5 (1991) | 25,5 (2000) | 31,0 (1979) | 34,9 (1982) | 39,4 (1983) | 38,4 (1981) | 36,8 (1975) | 28,1 (1988) | 22,2 (1971)  | 19,6 (1979)  | 20,3     | 31,0     | 39,4     | 36,8     | 39,4  |
| T. min. assoluta (°C)           | −12,7 (1985) | −10,2 (1991) | −9,2 (1971) | −3,4 (1995) | 1,4 (1991)  | 4,2 (1975)  | 7,1 (1975)  | 8,4 (1995)  | 3,1 (1977)  | −1,1 (1974) | −11,2 (1973) | −11,8 (1996) | −12,7    | −9,2     | 4,2      | −11,2    | −12,7 |
| Giorni di calura (Tmax ≥ 30 °C) | 0            | 0            | 0           | 0           | 0           | 4           | 15          | 16          | 2           | 0           | 0            | 0            | 0        | 0        | 35       | 2        | 37    |
| Giorni di gelo (Tmin ≤ 0 °C)    | 12           | 9            | 6           | 2           | 0           | 0           | 0           | 0           | 0           | 0           | 4            | 9            | 30       | 8        | 0        | 4        | 42    |
| Precipitazioni (mm)             | 48,8         | 55,0         | 51,8        | 71,2        | 52,3        | 47,3        | 23,6        | 49,6        | 71,1        | 90,9        | 101,3        | 72,6         | 176,4    | 175,3    | 120,5    | 263,3    | 735,5 |
| Giorni di pioggia               | 7            | 7            | 6           | 9           | 6           | 5           | 3           | 4           | 6           | 8           | 8            | 8            | 22       | 21       | 12       | 22       | 77    |
| Giorni di nebbia                | 5            | 4            | 5           | 4           | 4           | 2           | 2           | 2           | 4           | 6           | 5            | 4            | 13       | 13       | 6        | 15       | 47    |
| Umidità relativa media (%)      | 74           | 70           | 68          | 70          | 68          | 65          | 61          | 61          | 66          | 72          | 76           | 76           | 73,3     | 68,7     | 62,3     | 71,3     | 68,9  |

### Dati climatologici 1961-1990
Secondo i dati medi del trentennio 1961-1990, ancora in uso per l'Organizzazione meteorologica mondiale e definito Climate Normal (CLINO), la temperatura media del mese più freddo, gennaio, è di +5,1 °C, mentre quella del mese più caldo, agosto, si attesta a +22,1 °C; mediamente, si verificano 44 giorni di gelo all'anno. Nel medesimo trentennio, la temperatura minima assoluta ha toccato i -12,7 °C nel gennaio 1985 (media delle minime assolute annue di -7,0 °C), mentre la massima assoluta ha fatto registrare i +39,4 °C nel luglio 1983 (media delle massime assolute annue di +35,3 °C).
La nuvolosità media annua si attesta a 3,7 okta, con minimo di 2,1 okta a luglio e massimo di 4,5 okta ad aprile.
Le precipitazioni medie annue si attestano a 728 mm annui, distribuite mediamente in 77 giorni, con leggero picco in autunno e minimo relativo estivo.
L'umidità relativa media annua fa registrare il valore di 68,8% con minimo di 61% a luglio e massimi di 75% a novembre e dicembre.
Il vento presenta una velocità media annua di 4,3 m/s, con minimo di 3,7 m/s a giugno e massimi di 4,8 m/s a dicembre, a gennaio e a febbraio; la direzione prevalente è di grecale durante tutto l'arco dell'anno, anche se nei mesi estivi tende a ruotare nelle ore più calde della giornata (ponente o libeccio) per l'attività delle brezze marine.
| Viterbo Aeroporto (1961-1990) | Mesi         | Mesi        | Mesi        | Mesi        | Mesi        | Mesi        | Mesi        | Mesi        | Mesi        | Mesi        | Mesi         | Mesi        | Stagioni | Stagioni | Stagioni | Stagioni | Anno  |
| Viterbo Aeroporto (1961-1990) | Gen          | Feb         | Mar         | Apr         | Mag         | Giu         | Lug         | Ago         | Set         | Ott         | Nov          | Dic         | Inv      | Pri      | Est      | Aut      | Anno  |
| ----------------------------- | ------------ | ----------- | ----------- | ----------- | ----------- | ----------- | ----------- | ----------- | ----------- | ----------- | ------------ | ----------- | -------- | -------- | -------- | -------- | ----- |
| T. max. media (°C)            | 9,5          | 11,0        | 13,6        | 16,5        | 21,1        | 25,4        | 29,1        | 29,0        | 25,3        | 19,9        | 14,2         | 10,4        | 10,3     | 17,1     | 27,8     | 19,8     | 18,8  |
| T. min. media (°C)            | 0,7          | 1,8         | 2,9         | 5,1         | 8,5         | 12,0        | 14,6        | 15,1        | 12,8        | 9,1         | 4,7          | 2,1         | 1,5      | 5,5      | 13,9     | 8,9      | 7,5   |
| T. max. assoluta (°C)         | 18,6 (1965)  | 20,3 (1990) | 24,3 (1981) | 25,3 (1961) | 31,0 (1979) | 36,2 (1970) | 39,4 (1983) | 38,4 (1981) | 36,8 (1975) | 28,1 (1988) | 22,2 (1971)  | 19,6 (1979) | 20,3     | 31,0     | 39,4     | 36,8     | 39,4  |
| T. min. assoluta (°C)         | −12,7 (1985) | −8,8 (1986) | −9,2 (1971) | −6,2 (1970) | −2,2 (1970) | 4,2 (1975)  | 6,4 (1969)  | 8,7 (1981)  | 3,1 (1977)  | −1,1 (1974) | −11,2 (1973) | −9,4 (1973) | −12,7    | −9,2     | 4,2      | −11,2    | −12,7 |
| Nuvolosità (okta al giorno)   | 4,4          | 4,3         | 4,2         | 4,5         | 3,9         | 3,4         | 2,1         | 2,5         | 2,9         | 3,3         | 4,1          | 4,3         | 4,3      | 4,2      | 2,7      | 3,4      | 3,7   |
| Precipitazioni (mm)           | 57,0         | 60,2        | 49,3        | 61,0        | 54,9        | 57,0        | 28,5        | 54,0        | 57,9        | 86,7        | 92,9         | 68,7        | 185,9    | 165,2    | 139,5    | 237,5    | 728,1 |
| Giorni di pioggia             | 8            | 8           | 7           | 8           | 6           | 5           | 3           | 5           | 5           | 6           | 8            | 8           | 24       | 21       | 13       | 19       | 77    |
| Umidità relativa media (%)    | 74           | 71          | 68          | 69          | 69          | 66          | 61          | 62          | 65          | 71          | 75           | 75          | 73,3     | 68,7     | 63       | 70,3     | 68,8  |
| Vento (direzione-m/s)         | NE 4,8       | NE 4,8      | NE 4,7      | NE 4,4      | NE 4,0      | NE 3,7      | NE 3,9      | NE 3,9      | NE 4,1      | NE 4,3      | NE 4,5       | NE 4,8      | 4,8      | 4,4      | 3,8      | 4,3      | 4,3   |

## Valori estremi

### Temperature estreme mensili dal 1960 ad oggi
Nella tabella sottostante sono riportate le temperature massime e minime assolute mensili, stagionali ed annuali dal 1960 ad oggi, con il relativo anno in cui si queste si sono registrate. La massima assoluta del quarantennio esaminato di +40,3 °C è del giugno 2022, mentre la minima assoluta di -12,7 °C risale al gennaio 1985.
| Viterbo Aeroporto (1960-2023) | Mesi         | Mesi         | Mesi        | Mesi        | Mesi        | Mesi        | Mesi        | Mesi        | Mesi        | Mesi        | Mesi         | Mesi         | Stagioni | Stagioni | Stagioni | Stagioni | Anno  |
| Viterbo Aeroporto (1960-2023) | Gen          | Feb          | Mar         | Apr         | Mag         | Giu         | Lug         | Ago         | Set         | Ott         | Nov          | Dic          | Inv      | Pri      | Est      | Aut      | Anno  |
| ----------------------------- | ------------ | ------------ | ----------- | ----------- | ----------- | ----------- | ----------- | ----------- | ----------- | ----------- | ------------ | ------------ | -------- | -------- | -------- | -------- | ----- |
| T. max. assoluta (°C)         | 19,3 (2018)  | 22,3 (2021)  | 26,5 (1991) | 27,8 (2003) | 34,3 (2022) | 40,3 (2022) | 40,1 (2005) | 40,1 (2017) | 36,8 (1975) | 31,3 (2023) | 25,3 (2004)  | 19,9 (2014)  | 22,3     | 34,3     | 40,3     | 36,8     | 40,3  |
| T. min. assoluta (°C)         | −12,7 (1985) | −10,2 (1991) | −9,2 (1971) | −6,2 (1970) | −2,2 (1970) | 4,2 (1975)  | 6,4 (1969)  | 8,4 (1995)  | 3,1 (1977)  | −1,1 (1974) | −11,2 (1973) | −11,8 (1996) | −12,7    | −9,2     | 4,2      | −11,2    | −12,7 |